# Молочай бальзамический
Молоча́й бальзами́ческий (лат. Euphórbia balsamífera) — многолетнее кустарниковое или древовидное растение; вид рода Молочай (Euphorbia) семейства Молочайные (Euphorbiaceae).

## Морфология
Растение очень различной высоты: от кустарников, едва возвышающихся над поверхностью земли, до небольших деревьев до 5 м высотой; также изменчиво относительное расположение ствола и листьев.
Ствол полусочный, без колючек, до 15 см в диаметре, покрытый поперечными рубцами от опавших листьев, от серого до терракотового цвета, ветвящийся от основания, со временем становящийся узловатым и очень толстым.
Листья 80 мм длиной и 4—8 мм шириной, блестящие, сидячие, от линейно-ланцетовидных до продолговато-овальных, зелёные, собраны на концах ветвей.
Соцветие верхушечные, обычно редуцированы до одного полусидячего циатия 6 мм шириной на каждой ветви; листочки обёрток жёлто-зелёные.
Плод — большой трёхорешник, 10 мм длиной и 9 мм шириной, зелёного цвета, при созревании розовато-красно-зелёного, неглубоко-трёхборозчатый, гладкий или волосистый, полусидячий.
|                                        |  |  |
| Слева направо: общий вид, цветок, плод |  |  |

## Распространение
Азия: Аравийский полуостров (Оман, юг Саудовской Аравии, Йемен); Африка: Марокко, Западная Сахара, Чад, Сомали, Судан, Центральная Африканская Республика, Конго, Бенин, Буркина-Фасо, Гана, Гвинея, Ливия, Мали, Мавритания, Нигер, Нигерия, Сенегал, Того, Канарские острова.
Растёт плотными группами в скалистых местах и на песчаных дюнах (за исключением слишком подвижных дюн) на равнине среди суккулентов, на высоте до 800 м над уровнем моря.

## Практическое использование
Млечный сок молочая бальзамического так же, как и у других видов молочая, ядовитый, но не такой едкий. Он широко применяется в стоматологии для обезболивания при лечении острого пульпита.
Когда-то жителями Канарских островов млечный сок молочая бальзамического употреблялся в пищу в виде напитка, наподобие коровьего молока, а также его варили и готовили из него желе, которое считалось деликатесом.
Большинство полей на Канарских островах ограждено живыми изгородями из молочая бальзамического, который защищает поля от нападения вредителей и почву от эрозии. Эти кустарники также широко используются для закрепления песчаных дюн.
Молочай бальзамический приятен на вкус и является хорошим кормом для домашнего скота.
Молочай бальзамический по нраву коллекционерам домашних растений, желающих вырастить дерево в горшке. Они могут получить из него небольшой кустарник с округлой кроной и коротким сочным стволом. В культуре он обычно небольшой высоты.

## Таксономия

### Таксономическая таблица
|  |                                      |  |                                                             |                                                             |                      |  | ещё 36 семейств (согласно Системе APG II), в том числе Маковые | ещё 36 семейств (согласно Системе APG II), в том числе Маковые |                            |  |  |  | ещё ≈2000 видов |
|  |                                      |  |                                                             |                                                             |                      |  | ещё 36 семейств (согласно Системе APG II), в том числе Маковые | ещё 36 семейств (согласно Системе APG II), в том числе Маковые |                            |  |  |  | ещё ≈2000 видов |
|  |                                      |  |                                                             | порядок Мальпигиецветные                                    |                      |  |                                                                |                                                                | род Молочай (Euphorbia)    |  |  |  |                 |
|  |                                      |  |                                                             | порядок Мальпигиецветные                                    |                      |  |                                                                |                                                                | род Молочай (Euphorbia)    |  |  |  |                 |
|  | отдел Цветковые, или Покрытосеменные |  |                                                             |                                                             | семейство Молочайные |  |                                                                |                                                                | вид Молочай бальзамический |  |  |  |                 |
|  | отдел Цветковые, или Покрытосеменные |  |                                                             |                                                             | семейство Молочайные |  |                                                                |                                                                |                            |  |  |  |                 |
|  |                                      |  | ещё 44 порядка цветковых растений (согласно Системе APG II) | ещё 44 порядка цветковых растений (согласно Системе APG II) |                      |  |                                                                | ещё >300 родов                                                 | ещё >300 родов             |  |  |  |                 |
|  |                                      |  |                                                             | ещё 44 порядка цветковых растений (согласно Системе APG II) |                      |  |                                                                |                                                                | ещё >300 родов             |  |  |  |                 |

### Подвиды
В пределах виды выделяются два подвида:
- Euphorbia balsamifera subsp. adenensis (Deflers) P.R.O.Bally — Более компактные кустарники, до 1 м высотой, с листьями 2,5 см длиной. Марокко, Западная Сахара, Буркина Фасо, Гана, Гвинея, Ливия, Мали, Мавритания, Нигер, Нигерия, Сенегал, Того, Чад, Сомали, Судан, Центральная африканская Республика, Конго, Канарские острова
- Euphorbia balsamifera subsp. balsamifera — Растёт в Сомали, Оман, Саудовской Аравии, Йемене; на высоте от 900 до 1550 м над уровнем моря. Деревья до 5 м высотой.